# Harby, Leicestershire
Harby är en ort i civil parish Clawson, Hose and Harby, i distriktet Melton, Storbritannien. Den ligger i grevskapet Leicestershire och riksdelen England, i den sydöstra delen av landet, 160 km norr om huvudstaden London. Harby ligger 53 meter över havet och antalet invånare är 625. Harby var en civil parish fram till 1936 när blev den en del av Clawson and Harby. Civil parish hade 608 invånare år 1931. Byn nämndes i Domedagsboken (Domesday Book) år 1086, och kallades då Herd/Hertebi.
Terrängen runt Harby är platt. Runt Harby är det ganska tätbefolkat, med 104 invånare per kvadratkilometer. Närmaste större samhälle är Nottingham, 19,3 km nordväst om Harby. Trakten runt Harby består till största delen av jordbruksmark.